# Gabriel Monteiro da Silva
Gabriel Monteiro da Silva (Alfenas, 17 de setembro de 1900 — Duque de Caxias, 5 de dezembro de 1946) foi um advogado e político brasileiro.

## Biografia
Influenciado pela carreira jurídica de seu avô e de seu bisavô, optou por estudar direito. Mudou-se, então, de Alfenas para São Paulo, para terminar os estudos secundários. Depois, em 1921, ingressou na Faculdade de Direito do Largo de São Francisco, onde se formou em 1923.
Enquanto cursava a faculdade trabalhou como revisor no jornal O Estado de S. Paulo, forense do Diário Popular e, sendo o primeiro colocado num concurso público, foi admitido como escriturário da Secretaria da Fazenda. De espírito comunicativo e muito cortês, logo conquistou muitos amigos e se interessou pela política. No ano de sua formatura foi admitido como secretário do Instituto do Café de São Paulo, criado naquele ano. Posteriormente, tornou-se consultor jurídico do mesmo instituto.
Sendo a sua grande paixão a advocacia, montou uma banca em São Paulo, junto com seus irmãos. Criada a Ordem dos Advogados do Brasil, em 18 de novembro de 1930, Gabriel Monteiro da Silva logo se filiou, em 1933, e passou a trabalhar incansavelmente pela entidade, na qual fez parte da Comissão de Disciplina, por duas gestões, em 1939 e em 1943, tendo também sido tesoureiro da Ordem, em 1942 e 1943. Sua atuação, tanto na prática profissional como na Ordem, sempre foi muito admirada e elogiada, pela retidão de caráter e compostura de trato, mesmo quando da aplicação das penalidades.
Teve ativa e profícua participação no exercício da advocacia, na capital paulista, nas décadas de 1920, 1930 e 1940.
Também teve vida social intensa, sendo amante dos esportes, em especial o tênis, que praticava no Clube Harmonia, e o futebol, Club Athletico Paulistano.
Fernando Costa, interventor do Estado de São Paulo, em 1941, nomeou-o para diretor do Departamento das Municipalidades (Secretaria do Interior), o que lhe favoreceu aprimorar seus dotes políticos.
Foi ministro chefe do Gabinete Civil da Presidência da República no Governo Eurico Gaspar Dutra, de 31 de janeiro a 3 de dezembro de 1946. Gabriel Monteiro da Silva era considerado como o favorito sucessor de Gaspar Dutra nas eleições de 1950. Porém, ele não pode concorrer, por ter falecido vítima de um acidente automobilístico, em Duque de Caxias, na estrada Rio de Janeiro-Petrópolis, em 5 de dezembro de 1946.
Foi Presidente da Associação dos Servidores Civis do Brasil - ASCB e apresentou anteprojeto para alteração do estatuto dos servidores públicos civis contendo 181 artigos que foi submetido à apreciação do Congresso Nacional no ano de 1946.
Nesse mesmo acidente estava seu cunhado Armando Ferreira da Rosa, que sobreviveu com graves ferimentos e fraturas generalizadas. Político por excelência, no bom sentido da palavra, Armando Ferreira da Rosa assessorou Gabriel até os últimos dias.
Em sua homenagem o governo do Estado de São Paulo trabalhou para que, em 1948, seu nome fosse dado a um dos municípios paulistas, tendo sido então nomeado Gabriel Monteiro. Também a prefeitura da Paulicéia mudou o nome da "Rua Dona Hipólita", onde ele residia, para "Alameda Gabriel Monteiro da Silva", em justa homenagem a este seu ilustre filho adotivo. Aliás, a mudança de nomes da rua ficou em família, pois a rua chamava-se "Dona Hipólita" em homenagem a Dona Hipólita Carolina Dias de Gouvea, avó paterna de Olga Ferreira da Rosa, mulher de Gabriel.

## Genealogia
Era o filho de Elias Pio Monteiro da Silva e Olinta Ferreira Lopes. Em 16 de fevereiro de 1925 casou-se com Olga Ferreira da Rosa, filha de José Feliciano Ferreira da Rosa e de Maria Angélica Martins Cruz da Rosa. Teve dois filhos: Alaor Augusto e Raquel.